# Giuseppe Tortelli
Giuseppe Tortelli (Chiari, 1662 - après 1738) est un peintre italien autodidacte du baroque tardif, qui a été actif à Brescia.

## Biographie
Giuseppe Tortelli reçut d'abord une éducation en littérature et philosophie, voyagea à Rome et à Naples, où il observa les grands peintres, puis alla à Venise et s'installa à Brescia comme peintre.
Giuseppe Zola fut de ses élèves.

## Œuvres
- Église Sainte-Agathe de Brescia :
  - Ecce Homo, Gesù nell’orto, Deposizione, des petits médaillons,
  - huit ovales qui représentent le mystère pascal dans le presbytère,
  - Comunione di Santa Lucia à droite et la Stabilità di Santa Lucia à gauche de l'autel dédié à Sainte Lucie.
- Nuovo Duomo, Brescia :
  - La Vergine assunta in cielo, huile sur toile, cadre cintré, 261 × 575 cm, (1705-1709),
  - I santi Faustino e Giovita adorano la Santissima Croce, huile sur toile, cadre cintré, 261 × 575 cm
- Église Saint-Nazaire-et-Saint-Celse de Brescia :
  - Gloria di San Carlo Borromeo, coi Santi Giovanni Nepomuceno et Epimeneo, huile sur toile
- Retable, église Beata Vergine Maria di Caravaggio de Chiari
- Retable de l'église paroissiale San Michele Arcangelo, grand retable de l'oratoire des Disciplini, Ostiano
- Toiles à l'église paroissiale Santa Maria Assunta, à Colombaro frazione de Corte Franca
- Assunta, église paroissiale de la Visitazione di Maria Vergine de Bagnolo Mella

## Sources
- (en) Cet article est partiellement ou en totalité issu de l’article de Wikipédia en anglais intitulé « Giuseppe Tortelli » (voir la liste des auteurs).